# Курчавость листьев

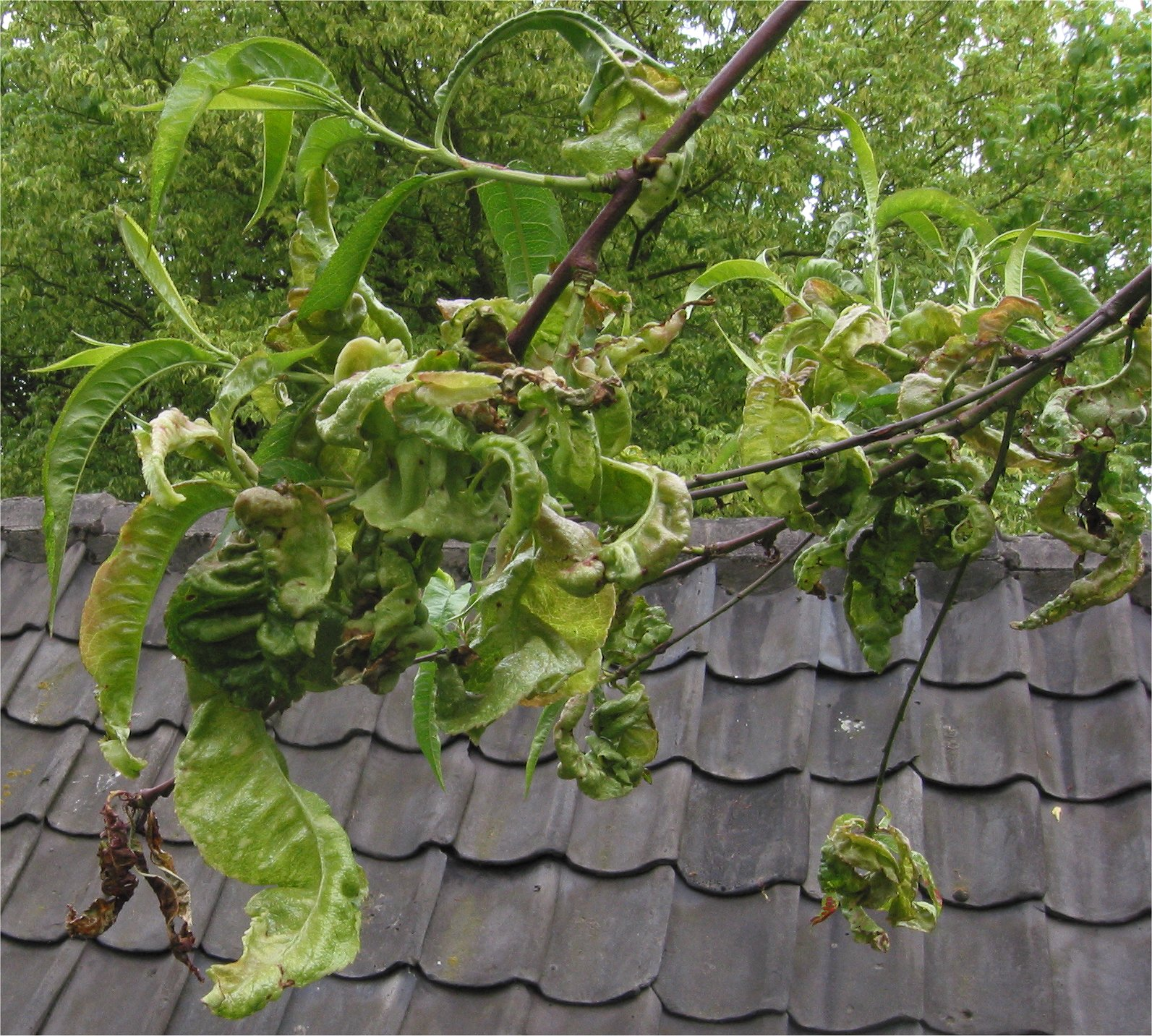
Курчавость листьев персика, вызванная грибом тафрина деформирующая

Курча́вость ли́стьев, деформа́ция листьев — симптом ряда инфекционных заболеваний растений, проявляющийся как изменение формы листовой пластинки, патологическое разрастание её тканей, часто сопровождается изменением цвета листьев. Курчавость возникает как единственный симптом или в составе более сложной симптоматики при заражении грибами порядка Тафриновые (Taphrinales), обычно представителями рода Тафрина (Taphrina), реже семейства Протомициевые (Protomycetaceae); также заболевание может иметь вирусную этиологию, иногда курчавость вызывают насекомые (тли) или клещи. Членистоногие являются также переносчиками вирусных курчавостей.

## Признаки
Ткани листа утолщаются, разрастаются неравномерно, часто оставаясь при этом недоразвитыми (особенно при поражениях тафриновыми грибами). В результате неравномерного разрастания листья скручиваются, становятся волнистыми или выпукло-вогнутыми, покрываются пузыревидными вздутиями. В зависимости от конкретного заболевания, поражённые листья могут покрываться пятнами, сохранять естественную окраску или менять её. Курчавость может сопровождаться некрозом — отмиранием тканей, в таких случаях деформированные листья рано засыхают и опадают.

## Деформации листьев и их возбудители

### Грибковые

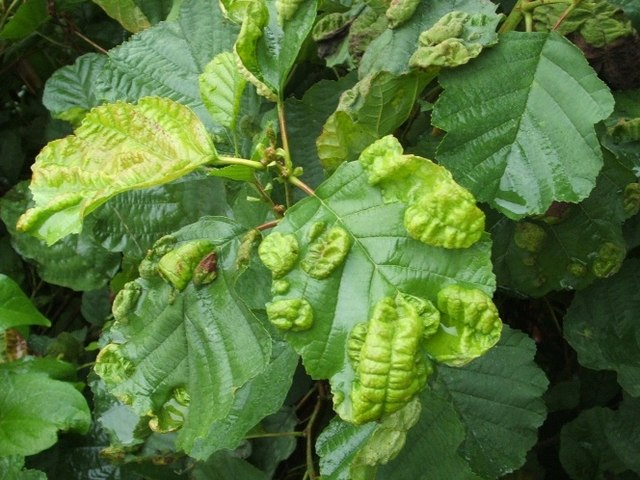
деформация листьев ольхи чёрной (возбудитель — Taphrina tosquinetii)

- Деформацию листьев берёзы вызывает Taphrina carnea. Заболевание проявляется в виде появления красноватых морщинистых и вздутых пятен[1]. Taphrina betulina вызывает у берёзы «ведьмины мётлы», листья на которых тоже гипертрофируются и покрываются округлыми вздутиями[3].
- Курчавость листьев вишни, черешни вызывается грибом тафрина Визнера (Taphrina wiesneri). Поражённые листья весной распускаются раньше здоровых, становятся волнистыми, их края загибаются, появляется запах кумарина (зубровки). Нижняя сторона листьев покрывается восковидным желтовато-белым налётом[1][4].
- Деформация листьев вяза вызывается грибом Taphrina ulmi. На листьях образуются вздутые пятна, с нижней стороны покрытые сероватым налётом. Поражённые листья преждевременно засыхают и опадают[5].
- Курчавость листьев груши вызывается тафриной пузырчатой (Taphrina bullata). По краям и вдоль жилок листьев образуются вздутые выпукло-вогнутые пятна, на верхней поверхности буреющие, на вогнутой нижней покрываются беловатым налётом[1][6].
- Деформация листьев клёна татарского[7] вызывается грибом Taphrina polyspora. Вздутые пятна на листьях оливкового цвета, затем постепенно чернеют. Заболевание может вызывать гибель сеянцев в питомниках, приводит к потере декоративности городских насаждений[7].
- Деформацию листьев ольхи чёрной вызывает Taphrina tosquinetii. Листья становятся волнистыми, морщинистыми, окраска вначале слабо изменяется, затем становится коричневой[7].
- Курчавость листьев персика и миндаля вызывается тафриной деформирующей (Taphrina deformans), гриб, поражающий миндаль иногда считается самостоятельным видом — тафрина миндаля (Taphrina amygdali). Поражённые листья становятся искривлёнными, появляется желтоватая или красная окраска, а на нижней поверхности беловатый восковидный налёт. Затем листья буреют и опадают. Поражаются также цветки и побеги. Заболевание может наносить значительный ущерб[1]. Для защиты персика от курчавости листьев используются прерпараты Хорус, Топсин М, Байлетон, Скор, Делан.
- У тмина курчавость листьев вызывает тафридиум зонтичных (Taphridium umbelliferarum).
- Пузырчатка листьев тополя вызывается грибом Taphrina populina. На нижней стороне листьев образуются вздутия золотисто-жёлтого, затем бурого цвета[7].

Грибы рода тафрина вызывают деформации листьев также у лещины — Taphrina coryli, дуба — Taphrina caerulescens, рябины — Taphrina sorbi, лапчатки — Taphrina potentillae, сумаха — Taphrina purpurascens, бадана — Taphrina bergeniae.

### Вирусные
- Курчавость листьев картофеля. Листья становятся курчавыми, с загнутыми вниз краями[8].
- Курчавость листьев малины и ежевики. Листья сморщиваются, по краям скручиваются вниз и внутрь, окраска становится тёмно-зелёной, позже бронзовой[9].
- Курчавость листьев табака и махорки. Листья сморщиваются, их края загибаются, жилки утолщаются и искривляются. На жилках иногда появляются выросты в виде воронок или пластинок — вторичные листовые пластинки[10].
- Курчавость флокса вызывается вирусом некроза жилок (Phlox necrosis vien virus). Листья сильно деформируются, покрываются некротическими пятнами неправильной формы. Деформируются и становятся хрупкими также и стебли, междоузлия укорачиваются, отчего растение приобретает карликовость[11].
- Курчавость листьев хлопчатника. Форма листьев становится воронковидной, с приподнятыми краями, листовые пластинки приобретают хрупкость[1].
- Курчавость листьев хмеля. Размер листьев уменьшается, их края становятся курчавыми, всё растение видоизменяется — образует пучки многочисленных тонких и слабых стеблей, не достающих до верхней проволоки шпалеры[1][12].

### Вызываемые членистоногими
- Курчавость листьев смородины встречается у смородины чёрной, белой и красной, вызывается тлями. Деформированные листовые пластинки приобретают красную окраску.

## Меры борьбы
Меры борьбы зависят от возбудителя заболевания. При опадении листьев их собирают и уничтожают. Для лечения и профилактики заражения тафриновыми грибами проводят опрыскивание препаратами меди — бордоской жидкостью, хлорокисью, медным купоросом. 
Для предотвращения вирусной курчавости принимают меры по борьбе с насекомыми-переносчиками, используют устойчивые сорта.